# Джонс, Кен (валлийский футболист)
Кеннет Джонс (англ. Kenneth Jones; 2 января 1936, Абердэр, Ронта, Кинон, Тав — 18 января 2013, Сток-он-Трент, Западный Мидленд) — валлийский футболист, игравший на позиции вратаря, в частности за «Сканторп Юнайтед».

## Клубная карьера
Во взрослом футболе дебютировал в 1957 году выступлениями за команду клуба «Кардифф Сити», в которой провёл один сезон, приняв участие в 24 матчах чемпионата.
Своей игрой за эту команду привлек внимание представителей тренерского штаба клуба «Сканторп Юнайтед», к составу которого присоединился в 1958 году. Сыграл за команду из Сканторпа следующие шесть сезонов своей игровой карьеры. Большинство времени, проведённого в составе «Сканторп Юнайтед», был основным голкипером команды.
С 1964 по 1967 год играл в составе команд клубов «Чарльтон Атлетик» и «Эксетер Сити». Завершил профессиональную игровую карьеру в клубе «Йовил Таун», за команду которого выступал на протяжении 1967—1970 годов.
Умер 18 января 2013 года на 78-м году жизни в городе Сток-он-Трент.

## Выступления за сборную
В 1958 году молодой вратарь был включен в качестве резервного голкипера в заявку сборной Уэльса для участия в чемпионате мира 1958 года в Швеции. В играх мундиаля не участвовал, позже к рядам сборной не привлекался и ни одной официальной игры в её составе не провёл.